# Diktát (pořad)
Diktát byl pořad vysílaný na České televizi od roku 1998 do roku 2012. Celkem bylo odvysíláno 19 dílů. Pořadem provázel zejm. Zdeněk Svěrák.
S nápadem na uspořádání televizního diktátu přišel herec a moderátor Jan Vala, který se inspiroval ve Francii, kde podobný pořad zvaný La dictée uváděl novinář Bernard Pivot již v 80. letech. Diktáty Svěrák připravoval společně s jazykovědcem Jiřím Krausem. Vala v pořadu zpočátku vystupoval, Kraus až do roku 2006. Kraus vždy na konci pořadu vysvětlil a odůvodnil pravopis daného diktátu.
Diktáty byly alespoň zpočátku určeny nejen pro školou povinné děti, ale zejm. pro širokou veřejnost, čemuž odpovídal i vysílací čas ve 20:00. Původním záměrem byl dokonce jakýsi průzkum pravopisných znalostí českého národa.
Časem byl pořad přesunut na dřívější hodinu a od roku 2007 se celý styl pořadu mírně změnil – pořad již uváděl Svěrák sám, obklopen skupinou dětí, kterým diktoval, a také Svěrák sám na konci pořadu vysvětlil chyby, kterých se bylo možné v diktátu dopustit.
Pořad se vysílal typicky na začátku školního roku, ale někdy i v pololetí nebo na konci školního roku. Zpočátku se ročně vysílalo i více dílů, od roku 2002 pak pouze jeden díl.
Pořad měl alespoň zpočátku velký ohlas, první díl sledovalo 15% všech televizních diváků, čímž se pořad svou sledovaností dostal např. na úroveň Událostí.
V prvních dvou dílech pořadu byli diváci vyzváni, aby do ČT zaslali vyplněné anketní lístky k diktátům. Tyto anketní lístky vycházely v Mladé frontě DNES, tehdejším mediálním partnerovi pořadu. V reakci na první díl pořadu zaslalo své anketní lístky 12 689 diváků. V dalších dílech už diváci své úlohy zasílat neměli.
Po odvysílání diktátů bylo na webu České televize uveřejněno jejich správné znění. Diktáty vycházely i v MF DNES a byly dostupné i na webu iDNES.cz.

## Přehled dílů
Videa od roku 2006 jsou dostupná na iVysílání České televize.
Texty diktátů od roku 2008 jsou stále dostupné na webu iDNES.cz, texty některých dalších diktátů lze dohledat např. pomocí Wayback Machine.
|    | Odvysíláno                  | Video          | Text                                                 |
| -- | --------------------------- | -------------- | ---------------------------------------------------- |
| 1  | 1. září 1998, ČT1           |                |                                                      |
| 2  | 28. ledna 1999, ČT1, 20:00  |                |                                                      |
| 3  | 9. září 1999, ČT1, 20:00    |                |                                                      |
| 4  | 5. ledna 2000, ČT1, 20:00   |                |                                                      |
| 5  | 22. června 2000, ČT1, 20:00 |                |                                                      |
| 6  | 6. září 2000, ČT1, 18:30    |                |                                                      |
| 7  | 31. ledna 2001, ČT1, 20:00  |                |                                                      |
| 8  | 27. června 2001, ČT1, 20:00 |                | iDNES.cz (archive.org)                               |
| 9  | 27. června 2002, ČT1, 20:00 |                |                                                      |
| 10 | 2. září 2003, ČT1, 18:35    |                | Česká televize (archive.org)                         |
| 11 | 1. září 2004, ČT1, 18:30    |                | Česká televize (archive.org)                         |
| 12 | 1. září 2005, ČT1, 18:30    |                | liveworksheets.com (PDF)                             |
| 13 | 7. září 2006, ČT1, 18:30    | Česká televize | Česká televize (archive.org)                         |
| 14 | 3. září 2007, ČT1, 18:15    | Česká televize | Česká televize (archive.org), iDNES.cz (archive.org) |
| 15 | 1. září 2008, ČT1, 18:25    | Česká televize | iDNES.cz, Česká televize (archive.org)               |
| 16 | 7. září 2009, ČT1, 18:25    | Česká televize | iDNES.cz, Česká televize (archive.org)               |
| 17 | 1. září 2010, ČT1, 18:25    | Česká televize | iDNES.cz, Česká televize (archive.org)               |
| 18 | 1. září 2011, ČT1, 18:25    | Česká televize | iDNES.cz, Česká televize (archive.org)               |
| 19 | 3. září 2012, ČT2, 17:00    | Česká televize | iDNES.cz, Česká televize (archive.org)               |